# Velká Dobrá
Velká Dobrá är en ort i Tjeckien.   Den ligger i regionen Mellersta Böhmen, i den centrala delen av landet, 25 km väster om huvudstaden Prag. Velká Dobrá ligger 405 meter över havet och antalet invånare är 1 264.
Terrängen runt Velká Dobrá är platt. Runt Velká Dobrá är det ganska tätbefolkat, med 108 invånare per kvadratkilometer. Närmaste större samhälle är Kladno, 4,8 km nordost om Velká Dobrá. Trakten runt Velká Dobrá består till största delen av jordbruksmark.